# Замшанка
Замшанка (біл. Замшанка), канал Замшанка, канал Р-1 — річка в Малоритському районі Берестейської області, ліва притока річки Рита. Довжина 8,8 км. Починається за 1 км на північ від села Старе Раматове, гирло за 1 км на південний схід від села Дубичне. Русло на всьому протязі каналізоване.